# Войнешть (комуна, Ясси)
Войнешть, Войнешті (рум. Voinești) — комуна у повіті Ясси в Румунії. До складу комуни входять такі села (дані про населення за 2002 рік):
- Войнешть (2966 осіб)
- Вокотешть (186 осіб)
- Лунгань (590 осіб)
- Скіту-Ставнік (543 особи)
- Слобозія (1884 особи)

Комуна розташована на відстані 311 км на північ від Бухареста, 14 км на південний захід від Ясс.

## Населення
За даними перепису населення 2002 року у комуні проживали 6169 осіб.
Національний склад населення комуни:
| Національність | Кількість осіб | Відсоток |
| -------------- | -------------- | -------- |
| румуни         | 6155           | 99,8%    |
| цигани         | 14             | 0,2%     |

Рідною мовою назвали:
| Мова      | Кількість осіб | Відсоток |
| --------- | -------------- | -------- |
| румунська | 6166           | > 99,9%  |
| угорська  | 3              | < 0,1%   |

Склад населення комуни за віросповіданням:
| Релігія        | Кількість осіб | Відсоток |
| -------------- | -------------- | -------- |
| православні    | 5466           | 88,6%    |
| п'ятдесятники  | 536            | 8,7%     |
| римо-католики  | 125            | 2,0%     |
| адвентисти     | 40             | 0,6%     |
| греко-католики | 1              | < 0,1%   |

## Зовнішні посилання
- Дані про комуну Войнешть на сайті Ghidul Primăriilor [Архівовано 21 вересня 2008 у Wayback Machine.]